# بلینگ‌وده
بلینگ‌وده (به هلندی: Bellingwedde) یک شهرستان در هلند است که در خرونینگن واقع شده‌است. بلینگ‌وده ۱ متر بالاتر از سطح دریا واقع شده‌است.